# La Curota
La Curota (en gallego A Curota) es una montaña de 619 metros de altura,
situada en el municipio de la Puebla del Caramiñal, en la comarca del Barbanza (provincia de La Coruña, Galicia, España).

## Descripción
El mirador de A Curota, situado en una cima de 512 metros, es el punto de mayor visibilidad de las Rías Bajas, pudiendo observarse en un día despejado todo el litoral comprendido entre el cabo Fisterra y el monte de Santa Tecla, en la frontera de Galicia con Portugal. Como consecuencia, desde el mirador se pueden divisar las rías de Arosa, Pontevedra, Vigo y Muros y Noia. A su vez, también es el mejor escaparate sobre tierra firme para observar las Islas Atlánticas de Galicia: Arosa, La Toja, Sálvora, Ons, Cíes y Cortegada, paisajes que para varios autores lo han convertido en el mirador con las mejores vistas de Galicia.

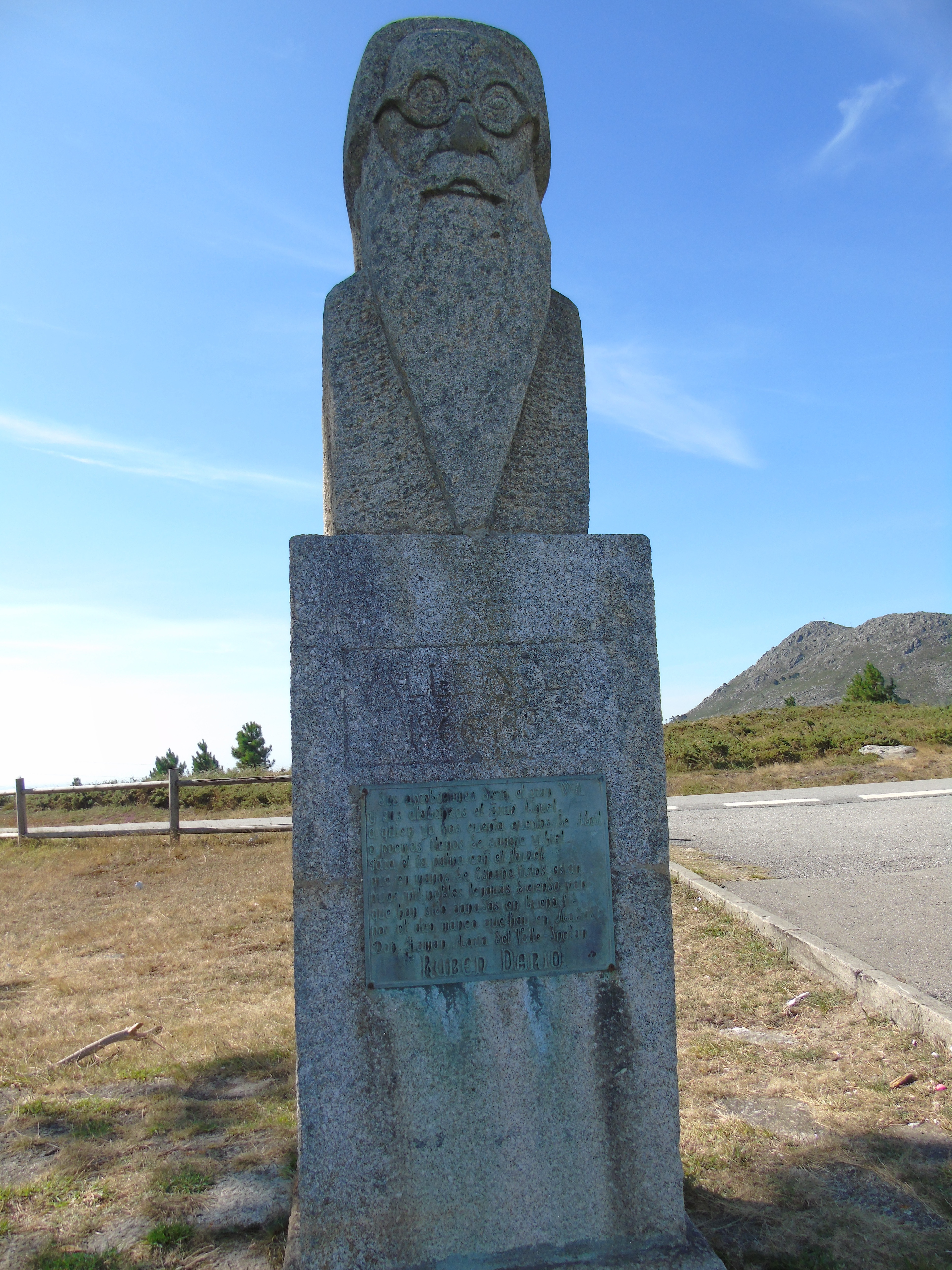
Mirador de Valle-Inclán.

De camino a la cima existe otro observatorio intermedio, denominado A Curotiña (386 metros) y dedicado al escritor Ramón María del Valle-Inclán.
Tanto el mirador de A Curota como el de A Curotiña fueron declarados Sitios Naturales de Interés Nacional, por la visión panorámica que ofrecen, en el año 1993.
El monte está poblado por numerosos caballos y vacas paciendo en libertad, lo que le proporciona un gran interés ecológico y turístico para los amantes de la naturaleza.
A Curota sufrió, al igual que el resto de la sierra del Barbanza y muchos otros montes gallegos, la oleada de incendios forestales en Galicia 2006, viendo muy diezmada su vegetación original.

## Ríos, cascadas y piscinas naturales

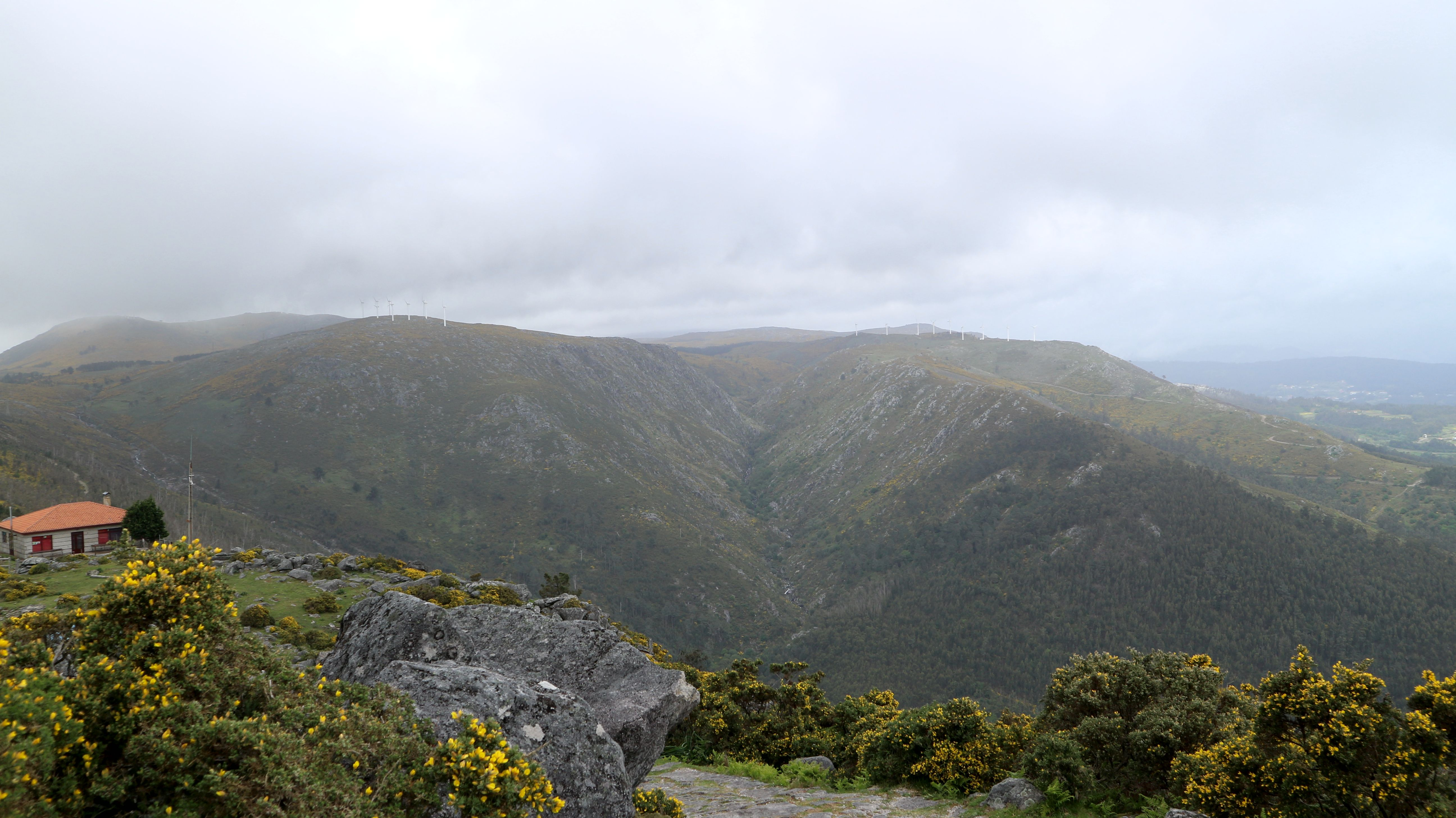
Valles de los ríos San Xoán, Barbanza y Pedras vistos desde La Curota.

La formación montañosa de A Curota está repleta de pequeños torrentes de agua que dan lugar a dos ríos principales: el río Sieira, que desemboca en la vertiente norte (en la ría de Muros y Noia), y el río Pedras, que desemboca en la vertiente sur (en la ría de Arosa).
Debido a la pronunciada pendiente de la ladera en algunos puntos, en ambas vertientes han surgido cascadas de agua, fervenzas con una altura considerable y que han moldeado hermosos paisajes, aunque de momento su acceso no está acondicionado para recibir al turismo de forma masiva. 

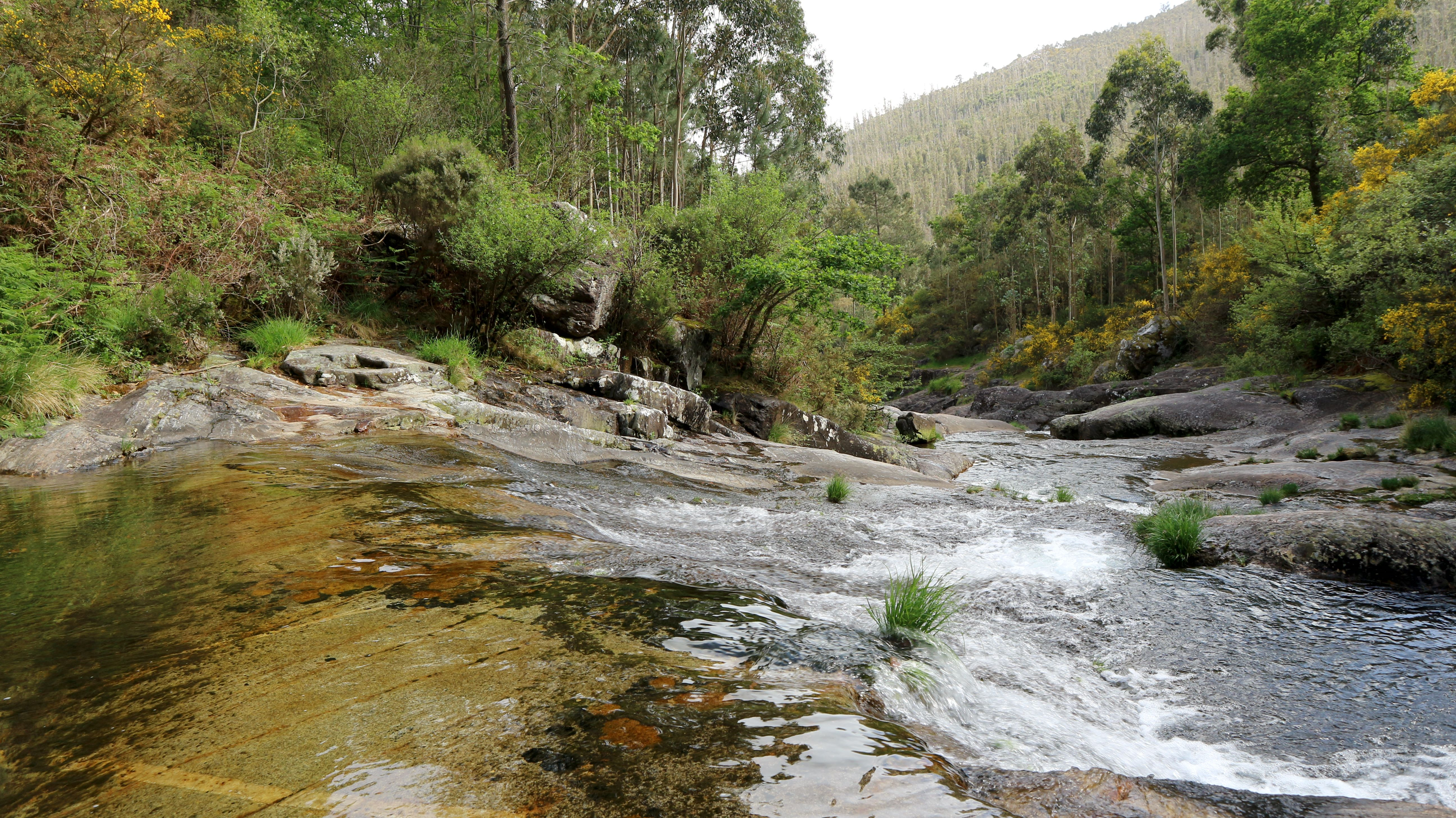
Piscinas naturales del río Pedras.

En el valle sur de A Curota se encuentran las piscinas naturales del río Pedras, un conjunto de pozas, idóneas para el baño, que ha formado el río en las rocas a lo largo de los años. Se trata de unas de las piscinas naturales más emblemáticas de Galicia, debido tanto a su cantidad (existe una decena de lugares para bañarse) como a su calidad (en algunos casos existen pequeños saltos de agua entre las piscinas). A este paraje se accede desde Puebla del Caramiñal, tras una ruta de 20 minutos caminando por el monte. En la unión del río Pedras con su principal afluente, el río Barbanza, se encuentra el pequeño ponte de A Misarela, una construcción del siglo XIV que formaba parte del camino real que llevaba desde Puebla hasta la aldea de Lesón.

## Rutas de ascenso

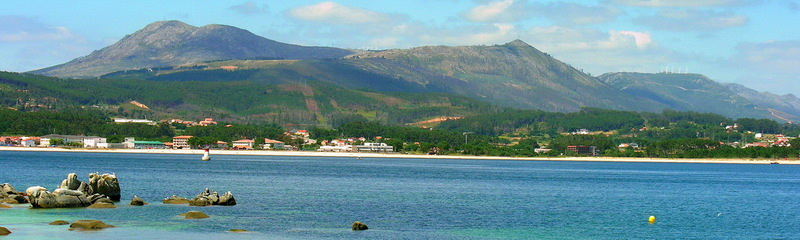
A Curota.

El ascenso desde Ribeira se realiza por la carretera AC-305 que une la capital del Barbanza con Padrón. Apenas a 2 kilómetros del centro de la ciudad, se toma el desvío hacia la carretera AC-7301, que permite el acceso a la Autovía del Barbanza AG-11. Siguiendo esta carretera, sin tomar desvío alguno, llegamos hasta Moldes (cruce al pie de la montaña al que se puede llegar desde Ribeira, Palmeira, Pobra y Oleiros). En este cruce se toma el camino ascendente (AC-6705), convenientemente señalizado, que lleva a la cima de la montaña.
El ascenso desde Puebla del Caramiñal parte del cruce en el centro del pueblo, donde están ubicados los semáforos. Allí se debe tomar la carretera AC-302, que es la que sube hacia la Sierra del Barbanza. La carretera se bifurca en la primera curva, pero ahí ya localizamos el indicador que señala los miradores. Seguimos por la izquierda (AC-302) y avanzamos un buen tramo dejando a la izquierda el Polígono Industrial de Tomada, hasta llegar al cruce de Moldes. En este cruce se toma el camino ascendente (AC-6705), convenientemente señalizado. También se llega desde la salida "A Pobra do Caramiñal Sur" de la Autovía del Barbanza (AG-11) enlazando con la carretera AC-302 siguiendo el curso como se indica anteriormente desde el Polígono Industrial de Tomada.